# Neocolobopterus abyssinicus
Neocolobopterus abyssinicus är en skalbaggsart som beskrevs av Edgar von Harold 1861. Neocolobopterus abyssinicus ingår i släktet Neocolobopterus och familjen Aphodiidae. Inga underarter finns listade i Catalogue of Life.